# Esther Paslier
 Esther Paslier, née le 10 septembre 1997 à Aurillac, est une skieuse alpine française.

## Biographie
Née à Aurillac, elle a grandi près de Saint-Martin-Valmeroux, puis à Saint-Flour dans le Cantal. Ce n’est qu’à 14 ans qu'elle est partie avec ses parents et l’un de ses frères dans les Alpes, mais elle se revendique auvergnate et cantalienne, formée au Ski Club du Lioran.

### Débuts
Le 31 janvier 2014, elle fait ses débuts en Coupe d'Europe dans le Super G de Serre-Chevalier.
Elle intègre l’équipe de France Juniors pour la saison 2015-2016.
Le 10 janvier 2017, elle obtient une excellente 4e place à la Descente de Coupe d'Europe de Saalbach.
En mars 2017, elle est triple Championne de France Juniors U21 (moins de 21 ans) de Descente, Super G et Combiné à Tignes et Val Thorens.

### Saison 2017-2018
Elle intègre l’équipe de France B à partir de la saison 2017-2018.
En février 2018, aux Championnats du monde juniors à Davos, elle prend la 11e place de la Descente et la 10e place du Super G.
Elle dispute sa première épreuve de Coupe du Monde le  3 mars 2018 à Crans-Montana en Super G, puis marque ses premiers points le lendemain dans le Super Combiné,.
Le 26 mars 2018, à  Châtel,  elle devient Vice-Championne de France de Descente. Le lendemain, elle prend la 3e place des Championnats de France de Super G. Elle remporte aussi les titres de Championne de France Juniors U21 (moins de 21 ans) dans ces 2 disciplines.

### Saison 2018-2019
Avec 4 tops-10 réalisés en descente de Coupe d'Europe, dont une 5e place à Zauchensee, elle prend la 11e place du classement général de la Coupe d'Europe de descente.

### Saison 2019-2020
Le 5 février elle obtient son premier podium en Coupe d'Europe, en prenant la 3e place de la descente de Pila. Elle termine à la 8e place du classement final de la Coupe d'Europe de descente. 
Sa saison prend fin début mars avec l’arrêt des compétitions de ski en raison de la pandémie de maladie à coronavirus.

### Saison 2020-2021
A la fin d'une saison en demi-teinte, elle décroche le titre de Championne de France de descente le 24 janvier à Châtel. Elle prend aussi la 3e place du super G de ces championnats.
Malgré ce titre, la fédération française ne reconduit pas sa sélection en équipe de France pour la prochaine saison, à la grande surprise de la skieuse

### Saison 2021-2022
Elle intègre le team privé Orsatus pour cette nouvelle saison. Début décembre, elle fait de bons résultats en Coupe d'Europe en prenant la 5e et la 8e place des super G de Zinal. Ils lui permettent de disputer 4 courses de coupe du monde mails elle ne parvient pas à y marquer des points. Le 13 janvier, elle confirme ses premiers résultats en Coupe d'Europe en prenant la 4e place de la première descente d'Orcières-Merlette, puis elle monte le lendemain sur le podium en obtenant la 3e place dans la seconde descente. Le 26 janvier, elle remporte brillamment sa première victoire en Coupe d'Europe en devançant l'ensemble des concurrentes dans la descente de Saint-Anton. Elle termine la saison à la 10e place du classement général de la Coupe d'Europe, grâce à une 7e place au classement de la descente et une 8e à celui du super G. Au championnat de France à Auron, elle monte sur la 3e marche du podium de la descente.

### Saison 2022-2023
Elle est réintégrée en équipe de France B. En coupe d'Europe, elle obtient son meilleur résultat de la saison en se classant début décembre 12e du super G de Zinal. Elle dispute  3 épreuves de coupe du monde. Début avril, âgée de 25 ans, elle met fin à sa carrière sportive.

## Palmarès[16]

### Coupe du monde
- Meilleur classement au Général : 128e en 2017-2018 avec 3 points
- Meilleur classement de Combiné : 39e en 2017-2018 avec 3 points

- Meilleur résultat sur une épreuve de Coupe du monde de Combiné : 28e à Crans-Montana le 4 mars 2018

- 30 épreuves de Coupe du Monde disputées

#### Classements
| Saison / Épreuve | Saison / Épreuve | Général | Général | Descente | Descente | Super G | Super G | Géant  | Géant  | Slalom | Slalom | Combiné | Combiné |
| ---------------- | ---------------- | ------- | ------- | -------- | -------- | ------- | ------- | ------ | ------ | ------ | ------ | ------- | ------- |
| Saison / Épreuve | Saison / Épreuve | Class.  | Points  | Class.   | Points   | Class.  | Points  | Class. | Points | Class. | Points | Class.  | Points  |
| 2018             | 2018             | 128e    | 3       | -        | -        | -       | -       | -      | -      | -      | -      | 39e     | 3       |

### Championnats du Monde Juniors
| Épreuve / Édition   | Descente | Super G | Slalom géant | Slalom | Combiné |
| Mondiaux 2017 Are   | 22e      | 24e     | -            | -      | 17e     |
| Mondiaux 2018 Davos | 11e      | 10e     | -            | -      | Abandon |

### Coupe d'Europe
Meilleurs résultats : 14 tops-10 dont 3 podiums et une victoire :
- 1re à la descente de Saint-Anton le 26 janvier 2022

83 courses disputées

#### Classements
| Saison / Épreuve | Saison / Épreuve | Général | Général | Descente | Descente | Super G | Super G | Géant  | Géant  | Slalom | Slalom | Combiné | Combiné |
| ---------------- | ---------------- | ------- | ------- | -------- | -------- | ------- | ------- | ------ | ------ | ------ | ------ | ------- | ------- |
| Saison / Épreuve | Saison / Épreuve | Class.  | Points  | Class.   | Points   | Class.  | Points  | Class. | Points | Class. | Points | Class.  | Points  |
| 2016             | 2016             | 153e    | 11      | 49e      | 9        | 70e     | 1       | -      | -      | -      | -      | 48e     | 1       |
| 2017             | 2017             | 92e     | 61      | 27e      | 53       | -       | -       | -      | -      | -      | -      | 47e     | 8       |
| 2018             | 2018             | 48e     | 154     | 18e      | 85       | 21e     | 66      | -      | -      | -      | -      | 43e     | 3       |
| 2019             | 2019             | 51e     | 170     | 11e      | 149      | 40e     | 21      | -      | -      | -      | -      | -       | -       |
| 2020             | 2020             | 47e     | 152     | 8e       | 123      | 38e     | 29      | -      | -      | -      | -      | -       | -       |
| 2021             | 2021             | 96e     | 43      | 41e      | 10       | 28e     | 33      | -      | -      | -      | -      | -       | -       |
| 2022             | 2022             | 10e     | 397     | 7e       | 282      | 8e      | 115     | -      | -      | -      | -      | -       | -       |
| 2023             | 2023             | 121e    | 34      | 41e      | 12       | 49e     | 22      | -      | -      | -      | -      | -       | -       |

### Championnats de France

#### Elite
| Édition / Epreuve                                        | Descente | Super-G | Slalom géant | Slalom  | Super combiné |
| -------------------------------------------------------- | -------- | ------- | ------------ | ------- | ------------- |
| Championnats 2014 Méribel/Les Arcs                       | -        | -       | 25e          | Abandon | -             |
| Championnats 2015 Serre-Chevalier                        | Abandon  | 13e     | 15e          | Abandon | -             |
| Championnats 2016 Les Menuires                           | 11e      | 11e     | 19e          | -       | -             |
| Championnats 2017 Val Thorens/Lélex/Tignes               | 5e       | 8e      | Abandon      | -       | 4e            |
| Championnats 2018 Châtel                                 | Argent   | Bronze  | 14e          | -       | -             |
| Championnats 2019 Auron                                  | 4e       | 5e      | -            | -       | -             |
| Championnats 2020 Val Thorens                            | annulée  | annulé  | annulé       | annulé  | annulé'       |
| Championnats 2021 Châtel / Saint-Jean-d'Aulps / Les Gets | Or       | Bronze  | Abandon      | -       | 20e           |
| Championnats 2022 Auron                                  | Bronze   | 7e      | -            | -       | Abandon       |

#### Jeunes
5 titres de Championne de France

##### Juniors U21 (moins de 21 ans)
2018 :
- Championne de France de Descente à Châtel
- Championne de France de Super G à Châtel

2017 :
- Championne de France de Descente à Tignes
- Championne de France de Super G à Val Thorens
- Championne de France du Combiné à Val Thorens

##### Minimes U16 (moins de 16 ans)
2013 :
- 3e des championnats de France de Super G à Méribel
- 3e des championnats de France du Combiné aux Menuires

##### Benjamines (moins de 13 ans)
2010 :
- 3e des championnats de France de Combi Race aux Houches